# Dadaab
Dadaab je keňské město v polovyprahlé (semiaridní) oblasti, ležící v Severovýchodní provincii. K roku 2011, kdy zde našli útočiště lidé postižení hladomorem v Africkém rohu, bylo uváděno jako největší uprchlický tábor na světě.

## Základní informace
Dadaab se nachází v distriktu Garissa přibližně 100 kilometrů západně od keňsko-somálské státní hranice.
Před zřízením refugia pro uprchlíky zde tradičně žilo obyvatelstvo tvořené somálskými kočovnými pastevci velbloudů a koz. Nejbližším městem je Garissa, centrální sídlo Severovýchodní keňské provincie.

## Základna UNHCR
Ve městě zřídil základnu Úřad vysokého komisaře OSN pro uprchlíky (UNHCR), která spravuje další uprchlické tábory okolo měst Hagadera, Ifo a Dagahaley. Mezinárodní humanitární organizace CARE byla zodpovědná za realizaci pomoci a správu kampu, jenž se rozkládá na celkové ploše 50 km2 s poloměrem 18 km od Dadaabu.

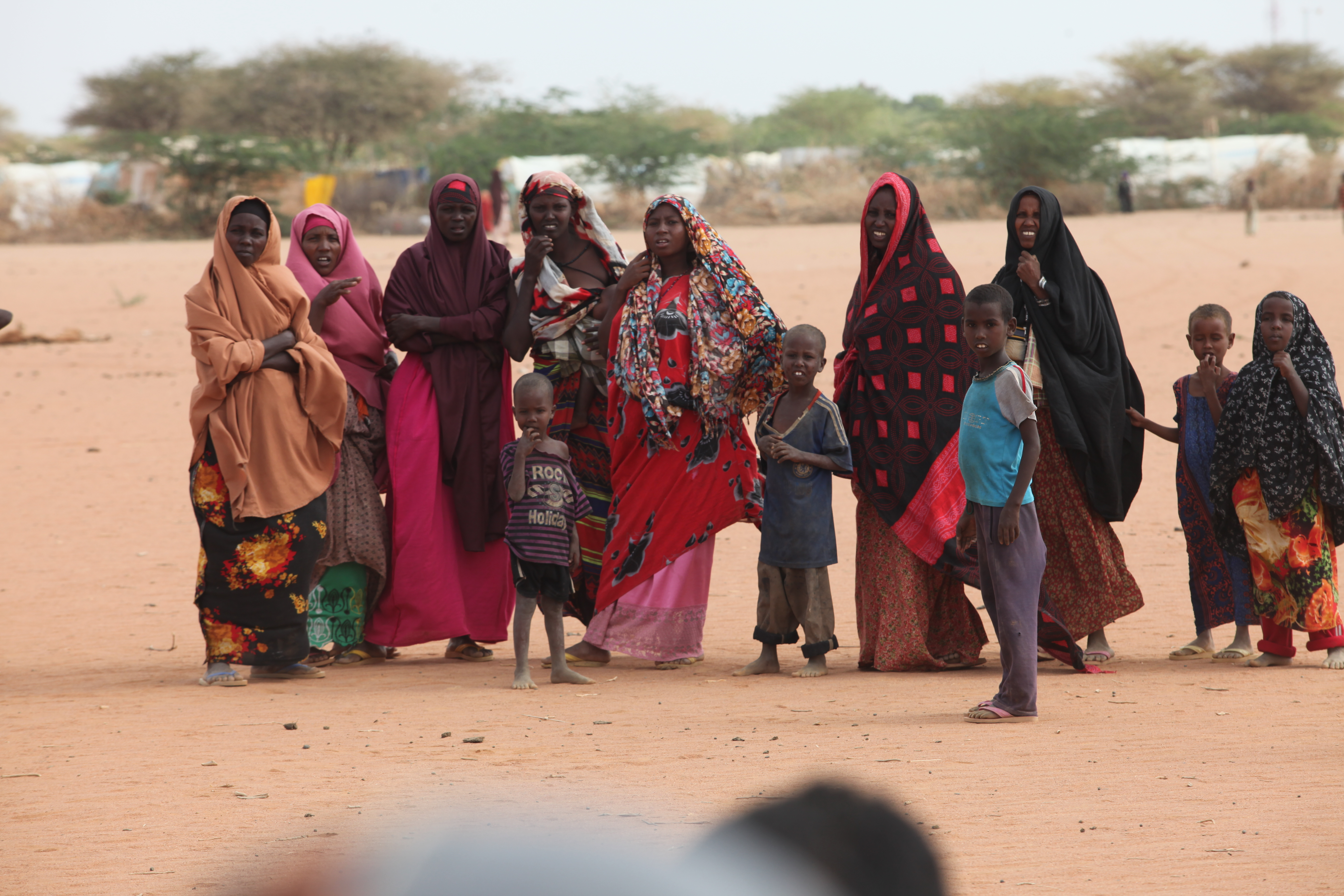
Uprchlíci v Dadaabu

Místní populace je tvořena lidmi, kteří sem uprchli před válečnými konflikty ve východoafrickém regionu. Většina z nich – Somálci, stejně jako národnostní menšiny včetně Bantuů –, odešla během občanské války v Somálsku. Následná vlna imigrace směřovala z jižně položeného údolí řeky Džuba a oblasti Gedo, zatímco jiní sem dorazili z měst Kismaayo, Mogadišu a Bardera. V roce 1999 se Spojené státy rozhodly prioritně řešit otázku bantuských uprchlíků ze Somálska v rámci projektu amerického ministerstva zahraničí, označovaného za nejambicióznější plán přesídlení v Africe. Tisíce Bantuů se usídlilo v Dadaabu, jakožto přechodném útočišti před plánovaným přesídlením do Ameriky.
Základna byla vybudována na počátku devadesátých let 20. století. Vzhledem ke zvyšující se populaci UNHCR oslovila německého architekta Wernera Shellenberga, jenž navrhl základnu v Dagahaley, a Pera Iwansona, který ji měl uvést v život. Řadu let uprchlický tábor spravovala organizace CARE, od níž vedení převzala GTZ.
Roku 2011 se v důsledku hladomoru v Africkém rohu dramaticky zvýšila imigrace do místních táborů. V červenci 2011 rostl počet příchozích o více než tisíc osob za den. Základnu, jejíž kapacita byla plánována na přibližně 90 000 osob, obývalo v červenci 2011 podle údajů OSN 439 000 uprchlíků s výhledem na půl miliónu Afričanů do konce téhož roku, což z dadaabského kampu učinilo největší uprchlický tábor na světě.
Do února 2012 humanitární organizace směřovaly úsilí zejména do výstavby zavlažovacích kanálů a distribuce semen rostlin.
V roce 2011 tábor Dadaab navštívila také americká herečka Kristin Davisová, jako velvyslankyně mezinárodní organizace Oxfam.